# Парсонс, Ричард
Ричард Дин Парсонс (англ. Richard Dean Parsons; 4 апреля 1948, Бруклин, Нью-Йорк — 26 декабря 2024) — американский менеджер.

## Ранний период жизни
Он родился 4 апреля 1948 года, в Бруклине, Нью-Йорке, его отец Лоренцо Локлэр Парсонс (1916-1998) был электротехником, мать Изабель (урожденная Джадд) Парсонс (1923-2004) была домохозяйкой.
Учился в Гавайском университете.

## Карьера
С 1971 года работал юристом в аппарате нью-йоркского губернатора Нельсона Рокфеллера. После утверждения последнего в 1974 году вице-президентом США, последовал за ним в Вашингтон.
В 2002—2007 годах главный исполнительный директор (CEO) Time Warner.
С 23 февраля 2009 года до 2012 года председатель правления Citigroup.
Степень доктора права получил в школе права в Олбани (Нью-Йорк) (1971).

## Личная жизнь
Супруга Лора Энн Буш, трое детей.

## Смерть
Скончался 26 декабря 2024 года в Нью-Йорке в возрасте 76 лет. По словам его друга Рональда С. Лаудера, причиной смерти Парсонса стал рак костей.